# Смоляры
Смоляры (укр. Смолярі) — село в Старовыжевской поселковой общине Ковельского района Волынской области Украины.
До 2020 года входило в Старовыжевский район.
Код КОАТУУ — 0725085203. Население по переписи 2010 года составляет 1015 человек. Почтовый индекс — 44425. Телефонный код — 3346. Занимает площадь 4,337 км².